# Quirino de Roma
San Quirino de Roma o Quirino de Tegernsee es un mártir y santo venerado desde el siglo III. No debe confundirse con Quirino de Neuss, a veces llamado también Quirino de Roma. Su nombre viene del dios romano Quirino.
Según la tradición, fue decapitado durante el reinado del emperador Claudio Gótico (268-270). Su cadáver fue arrojado al río Tíber y posteriormente fue encontrado en la isla Licaonia, posteriormente bautizada como isla de San Bartolomé.  Según otro relato legendario, Quirino era hijo del emperador Filipo el Árabe.
Según las Actas legendarias de los mártires San Maris y Santa Marta, el mártir romano Quirino (Cyrinus) fue enterrado en la Catacumba de Ponciano. Sin embargo, los Itinerarios tradicionales de las tumbas de los mártires romanos no lo mencionan.
Su leyenda posteriormente fue conectada con la abadía benedictina de Tegernsee en Baviera, donde fueron trasladadas sus reliquias en el siglo VIII, durante el reinado de Pipino el Breve y el pontificado del Papa Zacarías.  Sin embargo, otras teorías afirman que las reliquias de Quirino fueron trasladadas durante el papado de Pablo I, alrededor del año 761.

## Veneración

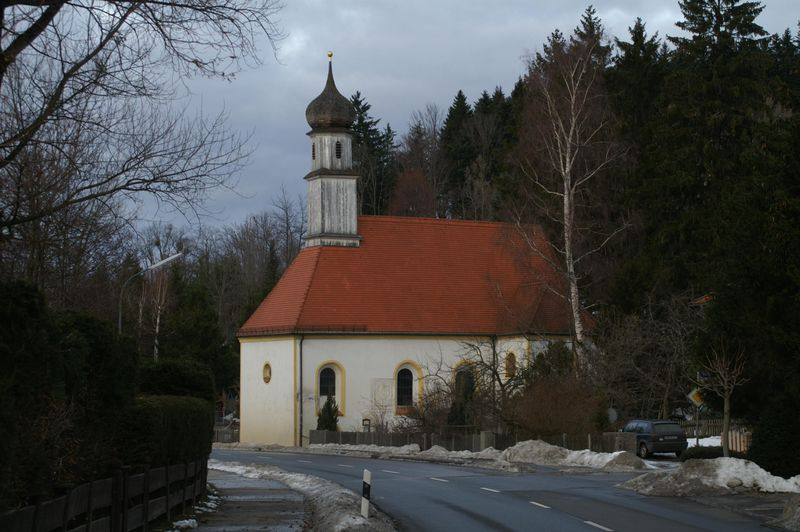
Capilla de San Quirino, Tegernsee.

Su fiesta se celebra el 25 de marzo. Quizás a él se refiera la expresión «Romæ sancti Cyri» encontrada en el «Martyrologium Hieronymianum» de 24 de marzo.
El culto de Quirino floreció en Baviera desde su santuario en Tegernsee, y una iglesia de piedra fue construida hacia 1450 para alojar su ataúd.